# 1. брдска дивизија (Вермахт)
1. брдска дивизија Вермахта формирана је од 1. брдске бригаде 1938. у Гармиш-Партенкирхену у Баварској. У свом саставу имала је преко 30% професионалних војника. Сматра се једном од елитних јединица Вермахта у Другом светском рату. Уведена је у борбу током рата са Пољском на јужном фронту у саставу XLIX брдског корпуса. Истакла се енергичним продором и заузимањем Лавова, и затим његовом одбраном. Дивизија је учествовала у рату са Француском и у Априлском рату са Југославијом. На источном фронту учествовала је од почетка у саставу Групе армија Југ. Током кампање „Рунолист” побола је заставу на највиши врх Кавказа Елбрус.
У априлу 1943. 1. брдска дивизија је препотчињена Групи армија Е и пребачена у југозападну Србију. Одатле је почела своје наступање у оквиру операције „Шварц”, током које је побола своју заставу на највиши врх Дурмитора Боботов Кук. Током ове кампање, следећи наређења претпостављаних, починила је ратне злочине над ратним заробљеницима, што је командант дивизије документовао у свом извештају:
...  Ц.) УСПЕСИ ДИВИЗИЈЕ
1.) Комунисти
Избројано мртвих 831.

У местима много мртвих од тифуса, који се тачно нису могли обухватити због опасности од заразе. Заробљено: 498, од тога стрељано 411...
У септембру 1943. дивизија је након капитулације Италије разоружавала италијанске трупе у Грчкој. Под вођством свог енергичног команданта генерала Валтера Штетнера, делови дивизије искрцали су се на острво Кефалонију и угушили у крви побуну Италијана. Том приликом такође је дошло до масовне егзекуције заробљеника.
Дивизија је наставила своје борбе у Југославији у саставу Друге оклопне армије енергичним учествовањем у операцијама „Кугелблиц”, „Шнештурм”, „Валдрауш” и „Емил” против НОВЈ у периоду децембар 1943. — фебруар 1944. У марту је учествовала у окупацији Мађарске (операција „Кане”).
У августу 1944. дивизија је учествовала у операцији „Рибецал”), а од септембра налази се у источној Србији у интензивним борбама против Црвене армије и 14. корпуса НОВЈ. У Београдској операцији дивизија је претрпела изузетно тешке губитке. Преко половине људства избачено је из строја, преостало људство располагало је само пешадијским наоружањем, без иједног моторног возила, а командант дивизије генерал Валтер Штетнер погинуо је 18. октобра 1944. на обронцима Авале.
Током новембра дивизија је реорганизована и попуњена, и заузела је место у одбрани на јужном крилу Сремског фронта. У децембру дивизија је пребачена у јужну Мађарску. Почетком маја 1945. године, у јужној Аустрији, положила је оружје и предала се Црвеној армији.
Први командант дивизије Лудвиг Киблер 10. јула 1947. осуђен је на смрт од стране Војног суда у Љубљани за злочине које је починио као командант XCVII армијског корпуса.
Пети командант дивизије Јозеф Киблер у фебруару 1947. осуђен је на смрт од стране Војног суда у Београду за злочине које је починио као командант 118. ловачке дивизије.